# Cœur de Pirate (álbum)
Cœur de Pirate es el álbum debut de la cantante franco-canadiense Cœur de Pirate, lanzado el 16 de septiembre de 2008 en Canadá y el 11 de mayo de 2009 en Francia. El disco ha vendido más de 57.000 copias en Canadá y ha sido certificado disco de oro y 130.754 copias en Francia, donde alcanzó el puesto 25 en las listas en 2009.
En 2010, Cœur de Pirate fue nominada en los premios NRJ Music Awards en la categoría "Revelación Francesa del Año" con la canción "Comme des enfants" nominada a "Canción Francesa del Año".

## Lista de canciones
| Versión canadiense |                                     |          |  |
| N.º                | Título                              | Duración |  |
| 1.                 | «Le Long du large»                  | 2:39     |  |
| 2.                 | «Comme des enfants»                 | 2:51     |  |
| 3.                 | «Fondu au noir»                     | 2:53     |  |
| 4.                 | «Corbeau»                           | 2:55     |  |
| 5.                 | «Berceuse»                          | 2:08     |  |
| 6.                 | «Intermission»                      | 2:58     |  |
| 7.                 | «Prinlength»                        | 2:04     |  |
| 8.                 | «Ensemble»                          | 2:23     |  |
| 9.                 | «La vie est ailleurs»               | 2:27     |  |
| 10.                | «Pour un infidèle» (con Jimmy Hunt) | 2:34     |  |
| 11.                | «Francis»                           | 1:57     |  |
| 12.                | «C'était salement romantique»       | 3:11     |  |

| Versión francesa |                                      |          |  |
| N.º              | Título                               | Duración |  |
| 1.               | «Le Long du large»                   | 2:39     |  |
| 2.               | «Comme des enfants»                  | 2:51     |  |
| 3.               | «Berceuse»                           | 2:08     |  |
| 4.               | «Prinlength»                         | 2:04     |  |
| 5.               | «Francis»                            | 1:57     |  |
| 6.               | «Intermission»                       | 2:58     |  |
| 7.               | «Ensemble»                           | 2:23     |  |
| 8.               | «C'était salement romantique»        | 3:11     |  |
| 9.               | «La vie est ailleurs»                | 2:27     |  |
| 10.              | «Pour un infidèle» (con Julien Doré) | 2:34     |  |
| 11.              | «Corbeau»                            | 2:55     |  |
| 12.              | «Fondu au noir»                      | 2:53     |  |

## Personal

### Músicos
- Béatrice Martin - vocales, piano.
- David Brunet - bajo, guitarra, banjo, glockenspiel, percusión, sintetizador, acordeón, piano.
- Renaud Bastien - bajo, guitarra acústica.
- Joseph Perrault - batería
- Jean-Denis Levasseur - contrabajo, clarinete.
- Lise Beauchamp - oboe
- Benoît Paradis - trombón
- Lysandre Champagne - trompeta
- Julie Brunet - viola
- Kristin Molnar - violín

### Producción
- Productor por David Brunet.
- Productor por Eli Bissonnette
- Remezclas por Robert Langlois.
- Grabación por Robert Langlois, David Brunet, Marc St-Laurent y Nicolas Ouellette.
- Diseños artísticos por Vanda Daftari.
- Fotografía por John Londono.

## Posición en las listas
| País    | Lista              | Posición | Total semanal | Referencias |
| ------- | ------------------ | -------- | ------------- | ----------- |
| Francia | SNEP               | 2        | 106           | [ 6 ]       |
| Bélgica | Ultratop           | 4        | 95            | [ 7 ]       |
| Suiza   | Swiss Music Charts | 35       | 44            | [ 8 ]       |

## Formatos y lanzamientos
| Lanzamiento              | País     | Formato         | Catálogo  | Sello           |
| ------------------------ | -------- | --------------- | --------- | --------------- |
| 16 de septiembre de 2008 | Canadá   | CD              | BOITE-7   | Grosse Boîte    |
| 4 de agosto de 2009      | Canadá   | Disco de vinilo | DTC6400   | Grosse Boîte    |
| 19 de mayo de 2009       | Francia  | CD              | 531 670 6 | Disques Barclay |
| 26 de febrero de 2010    | Francia  | CD              | 532 508 6 | Disques Barclay |
| 2010                     | Alemania | CD              | LPM28-2   | Le Pop Musik    |

## Premios y nominaciones
| Año  | Premio                | Categoría                        | Trabajo nominado  | Resultado |
| ---- | --------------------- | -------------------------------- | ----------------- | --------- |
| 2010 | NRJ Music Awards 2010 | « Revelación Francófona del Año» | Comme des enfants | Nominada  |
| 2010 | NRJ Music Awards 2010 | « Revelación Francesa del Año»   | Comme des enfants | Nominada  |
| 2011 | NRJ Music Awards 2011 | « Grupo/dúo/artista del Año »    | Pour un infidèle  | Nominada  |